# 2015年の文学
2015年の文学（2015ねんのぶんがく）では、2015年（平成27年）の文学に関する出来事について記述する。

## できごと
- 1月9日 - 文藝春秋は『文學界』2015年2月号（1月7日発売）の再増刷を決定。お笑いタレントのピース又吉の『火花』[1]の掲載効果により、2月号の累計部数は発売2日後で4万部に達した。同誌の増刷は1933年の創刊以来初めてのことだという[2]。
- 1月15日 - 第152回芥川龍之介賞・直木三十五賞（2014年下半期）の選考委員会開催。
- 1月15日 - 村上春樹、期間限定サイト「村上さんのところ」を開設[3][4]。運営母体は新潮社。
- 4月16日 - 米国の『タイム』が毎年恒例の「世界で最も影響力のある100人」を発表。日本人から村上春樹と片付けコンサルタントの近藤麻理恵が選ばれた[5]。
- 7月16日 - 第153回芥川龍之介賞・直木三十五賞（2015年上半期）の選考委員会開催。
- 7月24日 - 村上春樹の国内における初の電子書籍『村上さんのところ コンプリート版』（新潮社）が配信開始[6]。

## 受賞

### 日本国内
- 第152回（2014年下半期）芥川賞・直木賞 （1月）[7]
  - 芥川賞 - 小野正嗣『九年前の祈り』
  - 直木賞 - 西加奈子『サラバ！』
- 第153回（2015年上半期）芥川賞・直木賞 （7月）
  - 芥川賞 - 又吉直樹「火花」、羽田圭介「スクラップ・アンド・ビルド」
  - 直木賞 - 東山彰良『流』
- 谷崎潤一郎賞（第51回） - 江國香織『ヤモリ、カエル、シジミチョウ』
- 泉鏡花文学賞（第43回） - 長野まゆみ『冥途あり』、篠原勝之『骨風』
- 小林秀雄賞（第14回） - 小熊英二『生きて帰ってきた男――ある日本兵の戦争と戦後』
- 本屋大賞（第12回） - 上橋菜穂子『鹿の王』

### 日本国外
- ノーベル文学賞 -  スヴェトラーナ・アレクシエーヴィッチ
- ブッカー賞 -  マーロン・ジェームズ 『A Brief History of Seven Killings』
- フランツ・カフカ賞 -  エドゥアルド・メンドサ
- ジェイムズ・テイト・ブラック記念賞（2014年度） -  ジア・ハイダー・ラーマン 『In the Light of What We Know』
- エルサレム賞 -  イスマイル・カダレ
- ヴェルト文学賞 -  カール・オーヴェ・クナウスゴール

## 2015年の本

### 小説
- 赤瀬川原平 『妄想科学小説』（河出書房新社）
- 井上真偽 『その可能性はすでに考えた』（講談社）
- 小川洋子 『琥珀のまたたき』（講談社）
- 川上未映子 『あこがれ』（新潮社）
- 桐野夏生 『抱く女』（新潮社）
- 小池真理子 『千日のマリア』（講談社）
- 澤田瞳子 『若冲』（文藝春秋）
- 島本理生『夏の裁断』（文藝春秋）、『匿名者のためのスピカ』（祥伝社）
- 住野よる 『君の膵臓をたべたい』（双葉社）
- 長野まゆみ 『冥途あり』（講談社）
- 西川美和 『永い言い訳』（文藝春秋）
- 花房観音 『鳥辺野心中』（光文社）
- 日和聡子 『校舎の静脈』（新潮社）
- 又吉直樹 『火花』（文藝春秋）
- 湊かなえ 『絶唱』（新潮社）
- 宮下奈都 『羊と鋼の森』（文藝春秋）
- 柚木麻子 『ナイルパーチの女子会』（文藝春秋）
- 吉本ばなな 『ふなふな船橋』（朝日新聞出版）
- カズオ・イシグロ、土屋政雄訳 『忘れられた巨人』（早川書房）[8]

### その他
- 温又柔 『台湾生まれ 日本語育ち』（白水社）
- 小熊英二 『生きて帰ってきた男――ある日本兵の戦争と戦後』（岩波新書）
- 倉橋由美子 『最後の祝宴』（幻戯書房）
- 下重暁子 『家族という病』（幻冬舎）
- 本の雑誌編集部 『完全復刻版「本の雑誌」創刊号〜10号BOXセット』（本の雑誌社）[9]
- 谷崎潤一郎 『谷崎潤一郎の恋文――松子・重子姉妹との書簡集』（中央公論新社）
- 都甲幸治 『読んで、訳して、語り合う。――都甲幸治対談集』（立東舎）
- 原彬久 『戦後政治の証言者たち――オーラル・ヒストリーを往く』（岩波書店）
- 村上春樹 『村上さんのところ コンプリート版』（新潮社）、『職業としての小説家』（スイッチ・パブリッシング）、『ラオスにいったい何があるというんですか?』（文藝春秋）
- 群ようこ 『ゆるい生活』（朝日新聞出版）
- 柳美里 『貧乏の神様―芥川賞作家困窮生活記』（双葉社）
- アダム・シズマン 『ジョン・ル・カレ伝』 ※邦訳は2018年に刊行

## 死去

### 1月 - 3月
- 1月17日 - 平井和正、神奈川県出身の小説家。76歳没[10]。
- 1月21日 - 陳舜臣、兵庫県出身の小説家。90歳没[11]。
- 1月26日 - 赤瀬川隼、日本の小説家。83歳没[12]。
- 1月29日 - 河野多惠子、大阪府出身の小説家。88歳没[13]。
- 2月28日 - 松谷みよ子、日本の児童文学作家。89歳没[14]。
- 3月26日 - トーマス・トランストロンメル、スウェーデンの詩人。2011年にノーベル文学賞を受賞した。83歳没。

### 4月 - 6月
- 4月4日 - 宮淑子、長野県出身のジャーナリスト。70歳没。
- 4月8日 - 荒井良雄、京都府出身の英文学者。79歳没。
- 4月22日 - 船戸与一、日本の小説家。71歳没[15]。
- 5月2日 - ルース・レンデル、イギリスの推理小説家。85歳没[16]。
- 5月3日 - 長田弘、日本の児童文学作家・詩人。75歳没[17]。

### 7月 - 9月
- 7月20日 - 鶴見俊輔、日本の哲学者・評論家。93歳没[18]。
- 8月2日 - 出口裕弘、東京府出身のフランス文学者。86歳没。
- 8月3日 - 阿川弘之、広島県出身の小説家。阿川佐和子の父親である。94歳没[19]。
- 8月16日 - 奥成達、東京都出身の詩人・ジャズ評論家。73歳没。
- 8月17日 - 柳原良平、東京都出身のイラストレーター・絵本作家。84歳没[20]。
- 8月25日 - 井上輝夫、兵庫県出身のフランス文学者・詩人。75歳没。
- 8月30日 - オリバー・サックス、イギリスの神経学者。『レナードの朝』の著者として知られる。82歳没。

### 10月 - 12月
- 10月5日 - 村井健、秋田県出身の演劇評論家。69歳没。
- 10月5日 - ヘニング・マンケル、スウェーデンの推理作家・児童文学作家。67歳没。
- 10月15日 - 舟崎克彦、日本の児童作家・詩人。70歳没。
- 10月31日 - 佐木隆三、日本の小説家。78歳没
- 11月4日 - ルネ・ジラール、フランス出身の文芸評論家。91歳没。
- 11月7日 - 宇江佐真理、北海道出身の小説家。66歳没[21]。
- 11月19日 - 内海隆一郎、日本の小説家。78歳没。
- 11月22日 - フジモトマサル、日本の漫画家・イラストレーター。46歳没。
- 11月30日 - 佐藤泰正、山口県出身の文芸評論家。98歳没。
- 12月4日 - 杉本章子、福岡県出身の小説家。62歳没。
- 12月8日 - 小鷹信光、岐阜県出身の翻訳家・ミステリ評論家。79歳没。
- 12月9日 - 野坂昭如、日本の小説家。85歳没。